# Округ Вилбаргер (Тексас)
Округ Вилбаргер (енгл. Wilbarger County) је округ у америчкој савезној држави Тексас. По попису из 2010. године број становника је 13.535.

## Демографија
Према попису становништва из 2010. у округу је живело 13.535 становника, што је 1.141 (7,8%) становника мање него 2000. године.
| Група             | 2000.          | 2010.         |
| Белци             | 10.083 (68,7%) | 8.585 (63,4%) |
| Афроамериканци    | 1.301 (8,9%)   | 1.086 (8,0%)  |
| Азијати           | 93 (0,6%)      | 98 (0,7%)     |
| Хиспаноамериканци | 3.015 (20,5%)  | 3.508 (25,9%) |
| Укупно            | 14.676         | 13.535        |